# Modro poletje

Modro poletje (šp. Verano azul) je španska mladinska TV nanizanka. V Jugoslaviji so jo predvajali na nacionalnih televizijah, kot je bila TV Ljubljana, kmalu po njenem izidu, in jo zaradi velikega uspeha večkrat ponovili.

## Produkcija

### Scenarij
Nanizanka Modro poletje (Verano azul) je nastala po izvirni zamisli in scenariju Antonia Mercera in sodelavcev, le-ta je bil tudi režiser serije.
Dogaja se v obmorskem letovišču ob andaluzijski obali in obravnava teme prijateljstva, odraščanja, izgube in družbenih sprememb. Otroci poletne počitnice preživljajo skupaj ob morju, kjer se učijo o življenju skozi pustolovščine in odnose z odraslimi, kot sta Chanquete in Julia.

### Snemanje
Nanizanka je bila posneta v obalnem delu pokrajine Andaluzija, na Costi del Sol, natančneje v mestecu Nejra v provinci Málaga in njegovi okolici.

### Vloge in igralci
| vloga         | igralec/igralka            | opis vloge                                                      |
| ------------- | -------------------------- | --------------------------------------------------------------- |
| Chanquete     | Antonio Ferrandis Monrabal | upokojeni mornar, modri mentor otrok                            |
| Julia         | María Garralón             | slikarka, prijateljica otrok                                    |
| Javi          | Juan José Artero           | pogumen vodja skupine                                           |
| Pancho        | José Luis Fernández        | Javijev najboljši prijatelj, zvest in zabaven                   |
| Quique        | Gerardo Garrido            | umirjen in razsoden član skupine                                |
| Piraña        | Miguel Ángel Valero        | najboljši prijatelj Tita, znan po ljubezni do hrane in po smehu |
| Bea (Beatriz) | Christina Torres           | starejša sestra Tita, razumna in nežna                          |
| Desi (Desita) | Pilar Torres               | Beina prijateljica, radovedna in čustvena                       |
| Tito          | Miguel Joven               | najmanjši član skupine, simpatičen in igriv                     |
| Javijev oče   | Manuel Tejada              | strog vendar skrben starš                                       |
| Javijeva mati | Elisa Montés               | materinska, topla in razumevajoča                               |

## Epizode
| Št. | Naslov epizode                              | Datum predvajanja (v Španiji) | Dogajanje                                                                            |
| --- | ------------------------------------------- | ----------------------------- | ------------------------------------------------------------------------------------ |
| 1.  | El encuentro Srečanje                       | 11. oktober 1981              | Otroci se spoznajo in začnejo skupno pustolovščino                                   |
| 2.  | Aventura en el mar Pustolovščina na morju   | 18. oktober 1981              | Skupina se odpravi na izlet z barko Chanqueteja                                      |
| 3.  | La cueva del Gato Verde Jama Zelenega mačka | 25. oktober 1981              | Otroci odkrijejo skrivnostno jamo                                                    |
| 4.  | No nos moverán Ne bomo se premaknili        | 1. november 1981              | Chanqueteju grozi izguba barke, otroci organizirajo upor                             |
| 5.  | Algo se muere en el alma Nekaj umira v duši | 8. november 1981              | Smrt Chanqeteja - najbolj čustvena epizoda za gledalce                               |
| 6.  | La última función Zadnja predstava          | 15. november 1981             | Otroci pripravijo gledališko predstavo za krajane                                    |
| 7.  | El visitante Obiskovalec                    | 22. november 1981             | V mesto pride skrivnostni obiskovalec, ki spremeni dinamiko skupine                  |
| 8.  | La sonrisa del arco iris Nasmeh mavrice     | 29. november 1981             | Otroci se soočijo z boleznijo in spoznajo pomen upanja                               |
| 9.  | La bofetada Udarjenost                      | 6. december 1981              | Med otroci pride do konflikta, epizoda obravnava nasilje in odpuščanje               |
| 10. | La excursión de inglés Izlet za angleščino  | 13. december 1981             | Skupina se odpravi na izlet, kjer se učijo angleščine in medsebojnega sporazumevanja |
| 11. | La fotografía Fotografija                   | 20. december 1981             | Julia naredi portrete otrok, kar sproži razmislek o identiteti in spominih           |
| 12. | La bicicleta Kolo                           | 27. december 1981             | Tito dobi novo kolo, kar povzroči ljubosumje in razpravo o pravičnosti               |
| 13. | La playa Plaža                              | 3. januar 1982                | Otroci preživijo dan na plaži, razvijejo se nova prijateljstva in simpatije          |
| 14. | La despedida Slovo                          | 10. januar 1982               | Eden od otrok predčasno zapusti počitnice - čustvena epizoda o ločitvi               |
| 15. | La tormenta Nevihta                         | 17. januar 1982               | Nevihta povzroči škodo, otroci pa se naučijo sodelovanja in solidarnosti             |
| 16. | El Pavo Puran (Pubertetnik)                 | 24. januar 1982               | Epizoda o puberteti, zaljubljenosti in nerodnosti odraščanja                         |
| 17. | El estancamiento Zastoj                     | 31. januar 1982               | Skupina se najde v čustvenem zastoju, razmišljajo o prihodnosti in spremembah        |
| 18. | Canguros Varuške                            | 7. februar 1982               | Otroci prevzamejo odgovornost za mlajše otroke - učijo se skrbi in potrpežljivosti   |
| 19. | Algo se muere en el alma Nekaj umira v duši | 14. februar 1982              | (ponovitev 5. epizode)                                                               |

## Ekipa
- scenarij: Antonio Mercero, Horacio Valcárcel, Ignacio del Moral
- režija: Antonio Mercero
- producent: Eduardo Esquide
- direktor fotografije: Juan Molina
- montaža: José Antonio Rojo
- kostumografija: María Luisa Zabala
- glasba: Carmelo A. Bernaola (tudi avtor uvodne špice)
- kreativna svetovalka: Pilar Miró